# Drosera spatulata
Drosera spatulata är en sileshårsväxtart som beskrevs av Jacques-Julien Houtou de La Billardière. Drosera spatulata ingår i släktet sileshår, och familjen sileshårsväxter.
Artens utbredningsområde är:
- Brunei.
- Kalimantan.
- Sabah.
- Sarawak.
- Chongqing (Kina).
- Guizhou (Kina).
- Hubei (Kina).
- Sichuan (Kina).
- Yunnan (Kina).
- Hainan (Kina).
- Inre Mongoliet (Kina).
- Ningxia (Kina).
- Heilongjiang (Kina).
- Jilin (Kina).
- Liaoning (Kina).
- Peking (Kina).
- Gansu (Kina).
- Hebei (Kina).
- Shaanxi (Kina).
- Shandong (Kina).
- Shanxi (Kina).
- Tianjin (Kina).
- Qinghai (Kina).
- Anhui (Kina).
- Fujian (Kina).
- Guangdong (Kina).
- Guangxi (Kina).
- Henan (Kina).
- Hongkong (Kina).
- Hunan (Kina).
- Jiangsu (Kina).
- Jiangxi (Kina).
- Kin-Men (Kina).
- Macau (Kina).
- Shanghai (Kina).
- Zhejiang (Kina).
- Tibet.
- Xinjiang (Kina).
- Palau.
- Hokkaido.
- Honshu.
- Kyushu.
- Shikoku.
- Kazan-retto.
- Nansei-shoto.
- New South Wales.
- Irian Jaya.
- Papua Nya Guinea.
- Nordön (Nya Zeeland).
- Sydön (Nya Zeeland).
- Ogasawara-shoto.
- Filippinerna.
- Coral Sea Islands.
- Queensland.
- Taiwan.
- Victoria.

Inga underarter finns listade i Catalogue of Life.

## Bildgalleri

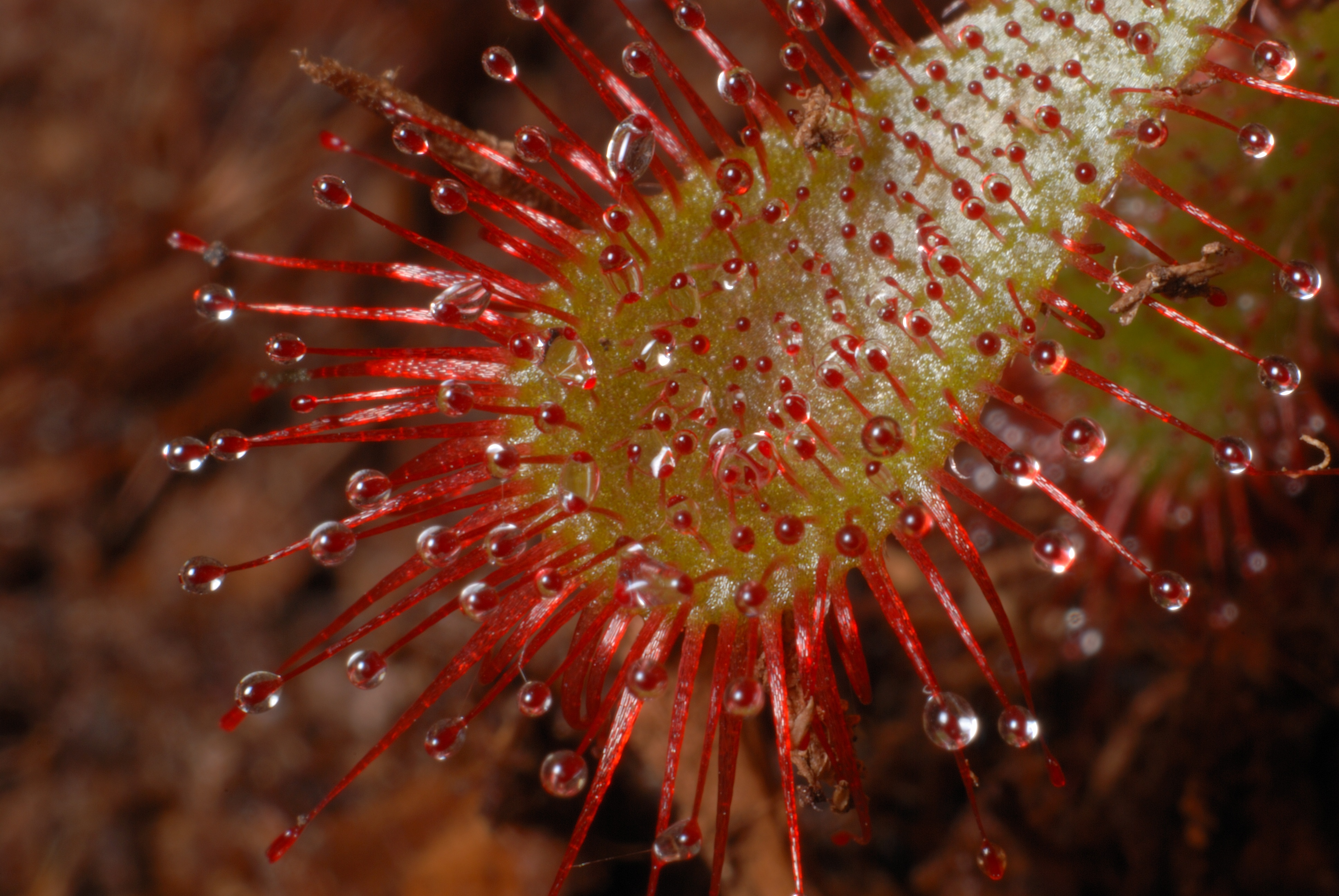
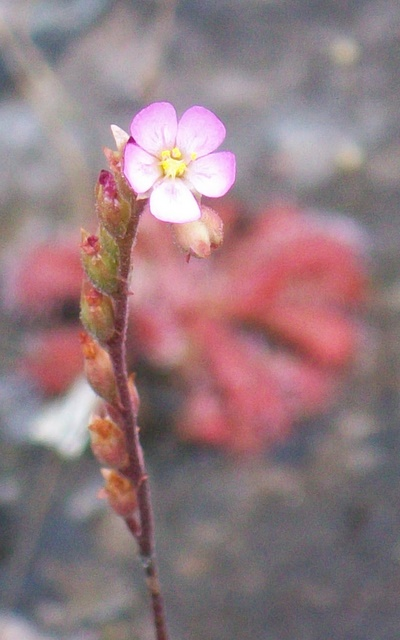
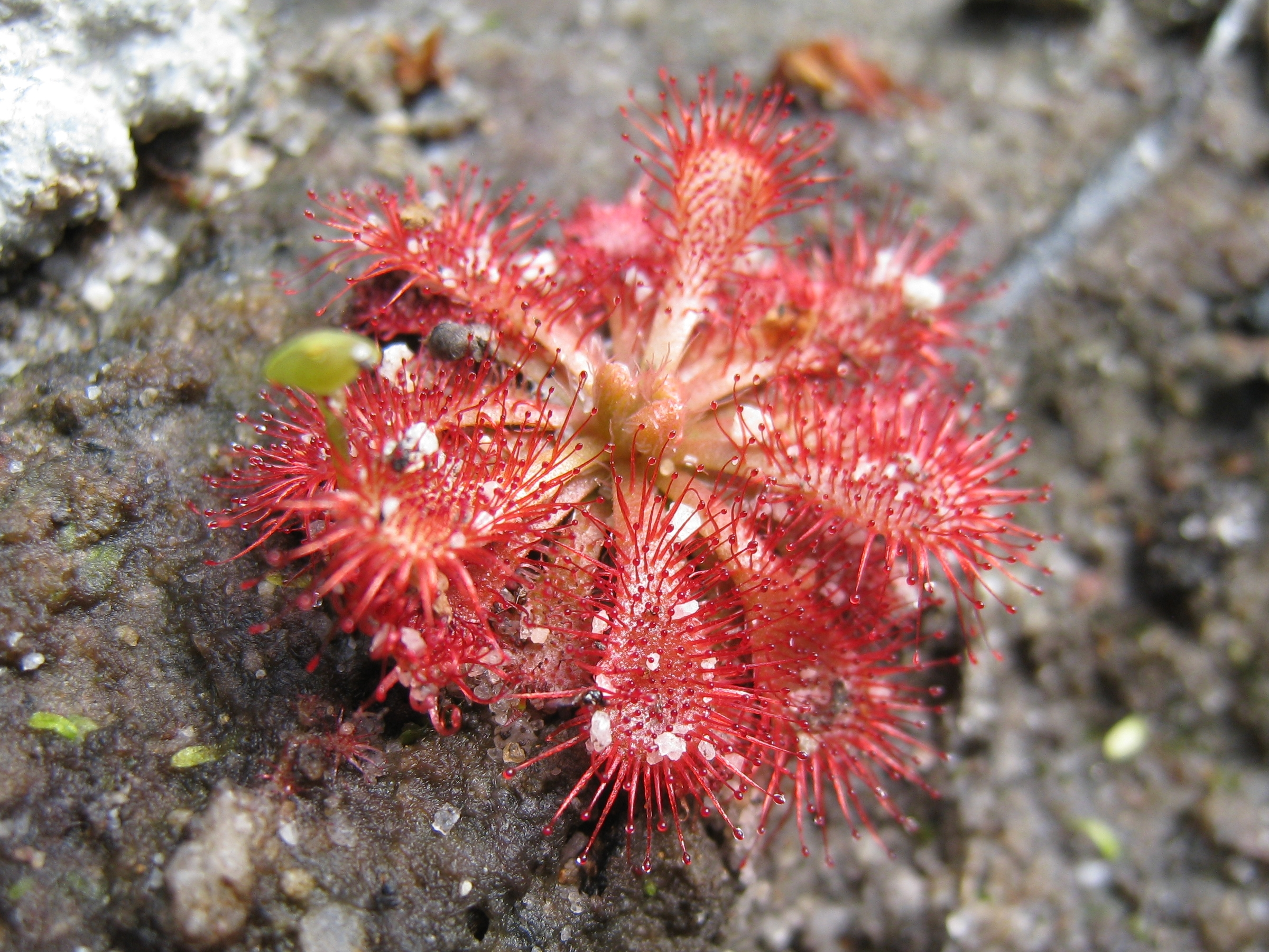
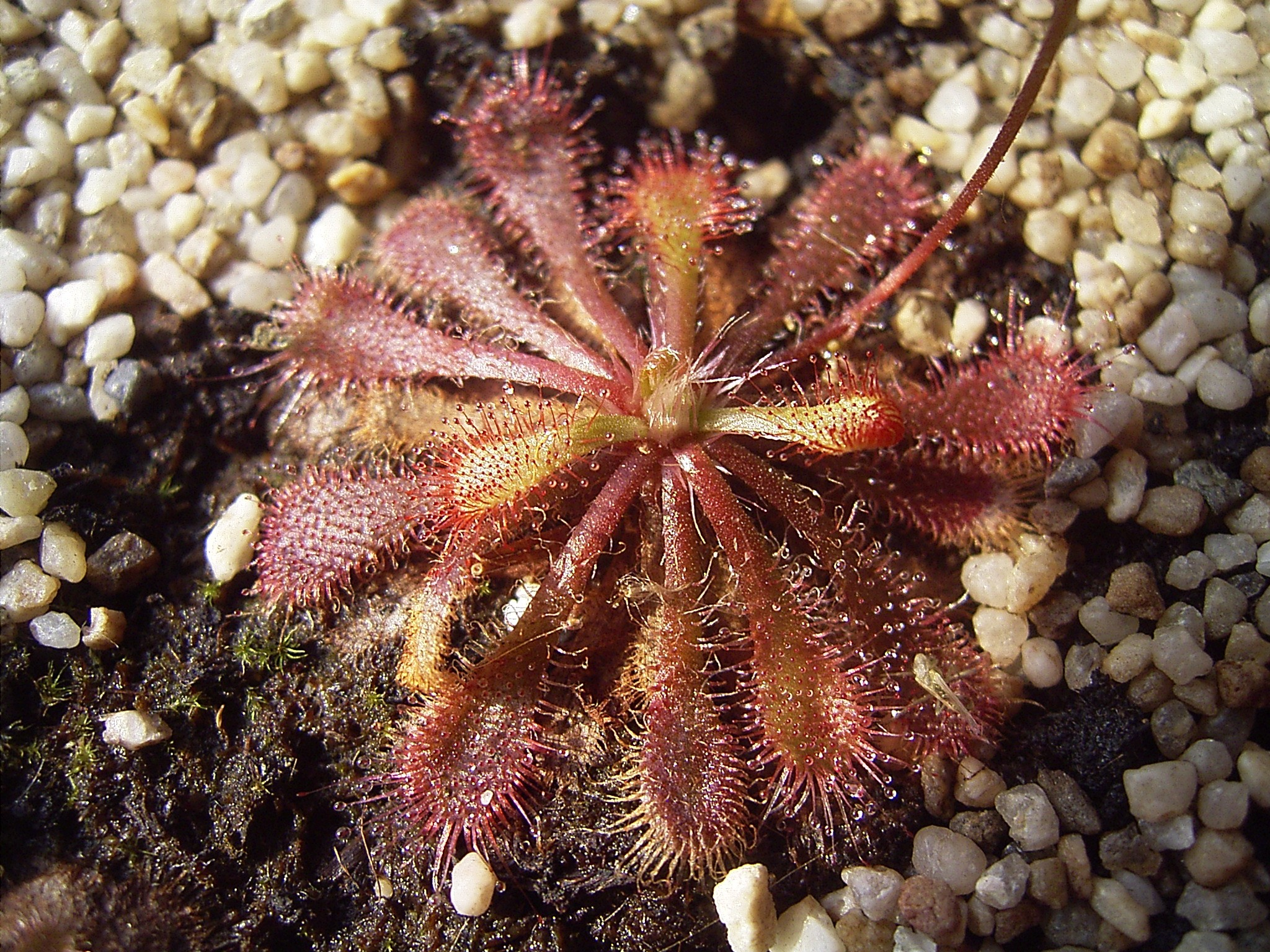
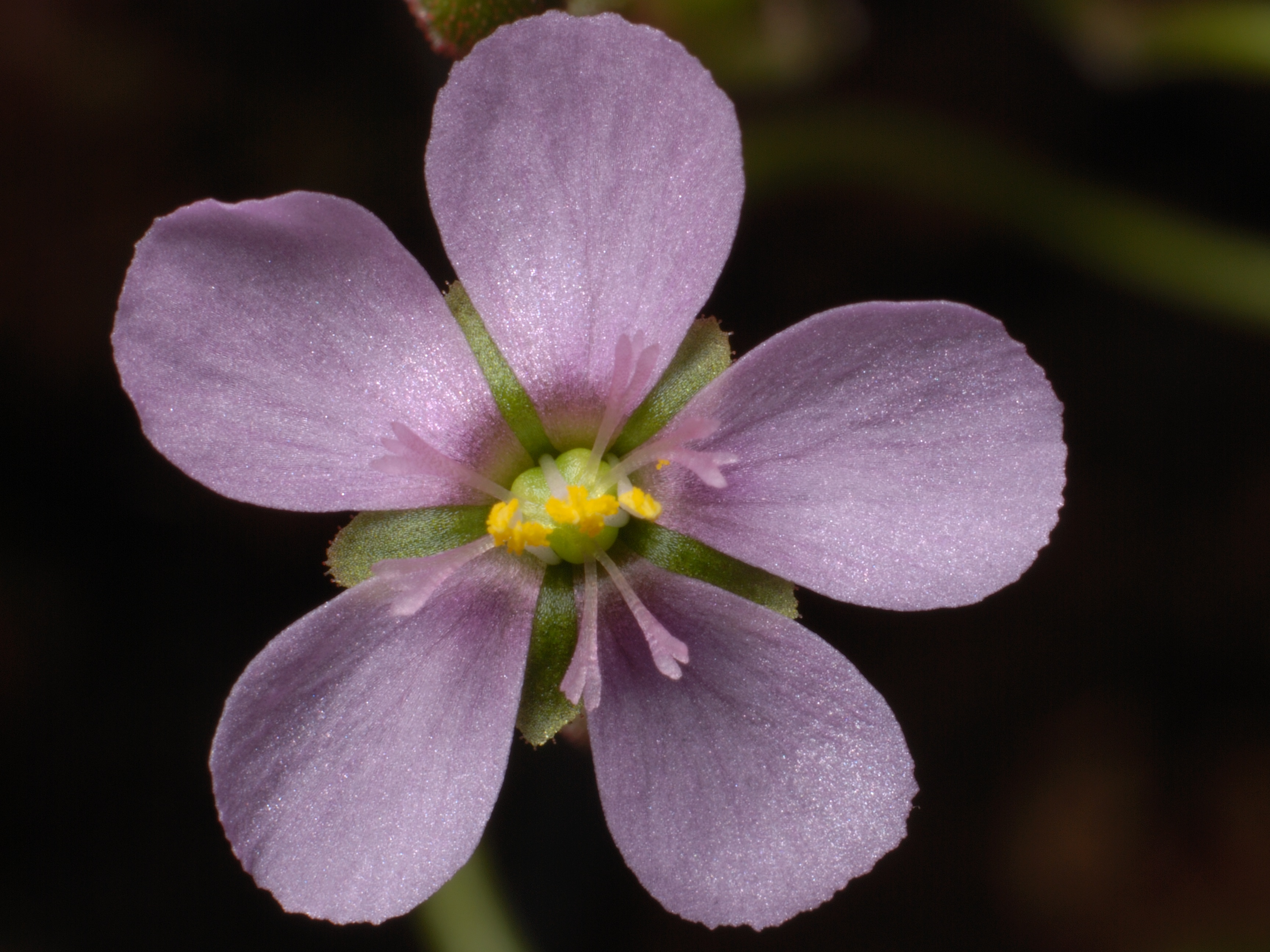
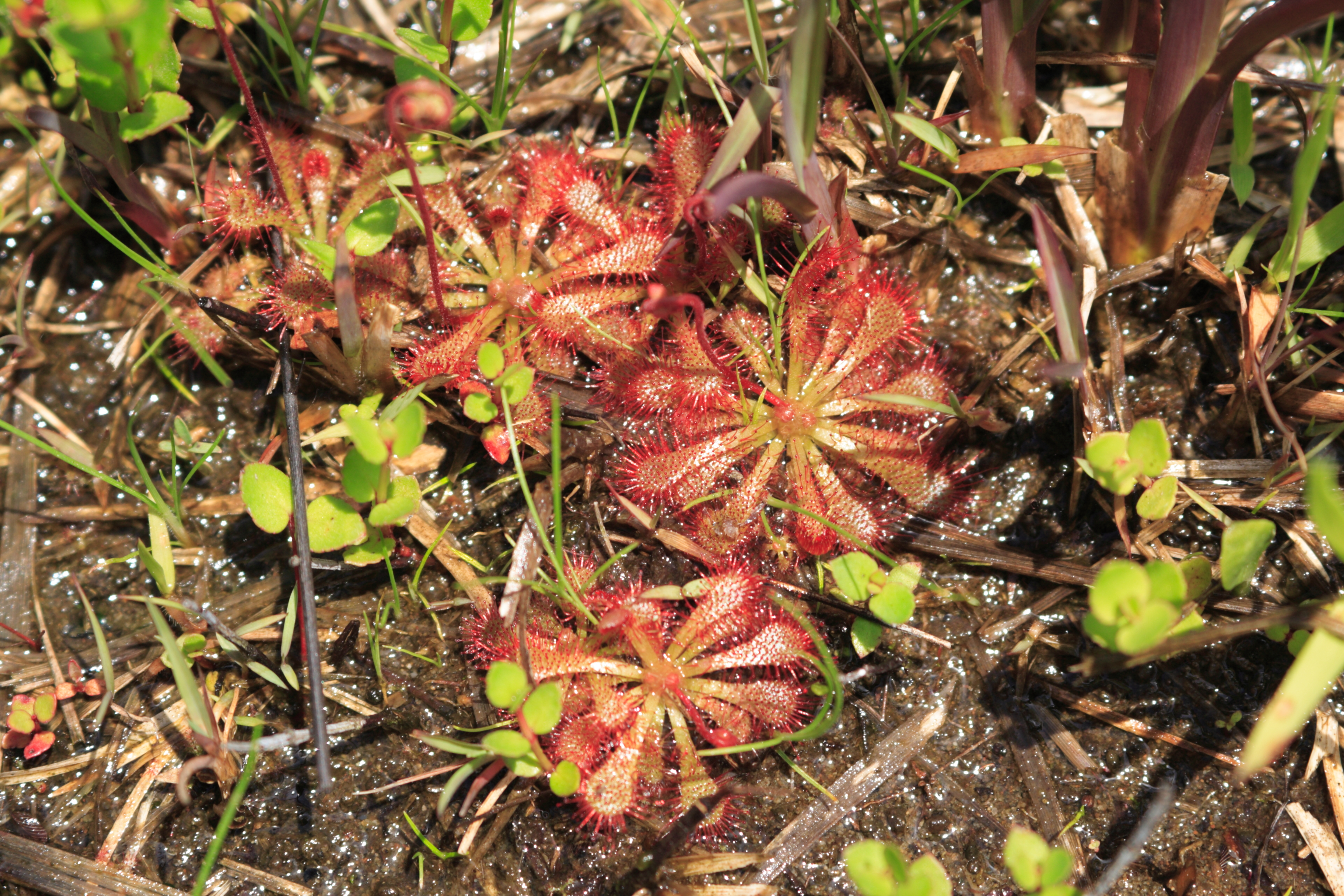